# Калініно (Бєжаницький район)
Калініно (рос. Калинино) — присілок в Бєжаницькому районі Псковської області Російської Федерації.
Населення становить 19 осіб. Входить до складу муніципального утворення Лющикська волость.

## Історія
Від 2005 року входить до складу муніципального утворення Лющикська волость.

## Населення
| 2001 | 2002 | 2010 |
| ---- | ---- | ---- |
| 30   | ↘28  | ↘19  |